# Мишааль ибн Сауд Аль Сауд
Мишааль ибн Сауд Аль Сауд (араб. ميشال بن سعود آل سعود‎; род. 1940) — саудовский принц, член династии Аль Сауд, государственный деятель.

## Биография
Мишааль ибн Сауд Аль Сауд родился в 1940 году в семье будущего короля Сауда и его жены Нуры бинт Наяр аль Мандил.
Был в прошлом военным офицером, командовал подразделением Национальной гвардии, участвовал в войне в Персидском заливе.
В апреле 1997 года Мишааль ибн Сауд был назначен губернатором провинции Наджран. В 2000 году там произошли протесты исмаилитов и их столкновения с полицией. В это время был арестован один из священнослужителей-исмаилитов, позже в провинцию заселяли суннитов-йеменцев, что вызывало возмущение шииттов.
4 ноября 2008 года король Абдалла снял его с должности, и назначил на его место своего сына Мишааля.

## Семья
Женат на Саре бинт Фейсал, дочери Фейсала ибн Турки. У него 6 детей: 5 сыновей и дочь.
- принц Фейсал (род. 1959) — бывший советник принца Султана, заместитель эмира округа Эль-Касим (2006—2015), губернатор провинции Эль-Касим (2015 — н. в.)
- принц Фахд (род. 1969) — председатель Саудовской Авиационной Ассоциации с марта 2018 года и GCC Aviation Association.